# 日本链担耳
日本链担耳（学名：Sirobasidium japonicum）是属于银耳目链担耳科链担耳属的一种真菌，群生于阔叶林中的阔叶树倒木下侧树皮上或无树皮处。该种分布于中国、日本。其种加词“japonicum”意为“日本的”。